# Hordes of Chaos
Hordes of Chaos är det tyska thrash metal-bandet Kreators tolfte studioalbum, utgivet den 13 januari 2009.

## Låtlista
1. "Hordes of Chaos (A Necrologue for the Elite)" - 5:04
2. "Warcurse" - 4:10
3. "Escalation" - 3:24
4. "Amok Run" - 4:12
5. "Destroy What Destroys You" - 3:13
6. "Radical Resistance" - 3:43
7. "Absolute Misanthropy" - 3:37
8. "To the Afterborn" - 4:53
9. "Corpses of Liberty" - 0:55
10. "Demon Prince" - 5:16